# Bolitoglossa taylori
Espèce
Statut de conservation UICN

 DD  : Données insuffisantes
Bolitoglossa taylori est une espèce d'urodèles de la famille des Plethodontidae.

## Répartition
Cette espèce est endémique de la province de Darién au Panama. Elle se rencontre entre 800 et 1 440 m d'altitude.

## Description
Le mâle holotype mesure 109,2 mm de longueur totale dont 53,3 mm de longueur standard et 55,9 mm de queue.
Les mâles mesurent de 39,5 à 53,3 mm de longueur standard et les femelles de 42,0 à 64,7 mm, la queue représentant un peu plus de la moitié de la longueur totale. Son dos de couleur brune varie entre le ton gris clair, jaunâtre, orangé ou roux et présente parfois des taches brun foncé à noires. Son ventre est de la même teinte que le dos mais en plus clair et est toujours tacheté de blanc et, pour certains individus, taché de grandes taches jaunes.

## Étymologie
Son nom d'espèce, taylori, lui a été donné en l'honneur d'Edward Harrison Taylor, herpétologiste américain, en reconnaissance de son travail de pionnier dans l'étude des salamandres néotropicales.

## Publication originale
- Wake, Brame & Myers, 1970 : Bolitoglossa taylori, a new salamander from cloud forest of the Serrania de Pirre, eastern Panama. American Museum Novitates, no 2430, p. 1-18 (texte intégral).